# Мокричні
Мокричні (Alsinoideae) — підродина квіткових рослин родини гвоздичні (Caryophyllaceae).

## Роди
- Arenaria
- Bufonia
- Cerastium — Роговик
- Chaetonychia
- Colobanthus
- Eremogone
- Geocarpon
- Holosteum
- Lepyrodiclis
- Minuartia — Мокричник
- Moehringia — Меринґія
- Moenchia
- Myosoton
- Pentastemonodiscus
- Pycnophyllum
- Sagina
- Schiedea
- Scleranthus — Червець
- Stellaria — Зірочник
- Thylacospermum